# فالينتين سيروف
فالنتين سيروف (بالروسية: Валенти́н Алекса́ндрович Серо́в) رسام روسي شهير، ويعد بجدارة أحد ألمع ممثلي المدرسة الواقعية الديمقراطية الروسية في أواخر القرن التاسع عشر ومطلع القرن العشرين.

## حياته وأعماله
ولد فالينتين سيروف 19 يناير عام 1865 في العائلة الكريمة، فوالده ألكسندر (1820-1871) كان موسيقياً معروفاً لـه العديد من المؤلفات الموسيقية، أما والدته فكانت عازفة بيانو معروفة أيضاً، عملت في مجال ترويج الثقافة الموسيقية، فنشأ الفنان في وسط ثقافي حيث كان منزلهم محطاً لزيارة كبار الأدباء والفنانين، كما عرف عن عائلته انتماؤها إلى ذلك الرعيل من المثقفين الروس الذين حملوا لواء التنوير ودافعوا عن الحرية ومثلها العليا، الأمر الذي أسهم، إلى حد كبير، في بلورة وعيه وتكونه الفكري والفني.
لاحظ الفنان الشهير، إيليا ريبين أيام تردده إلى دار العائلة في بطرسبورغ، موهبة الطفل ونبوغه، فشمله برعايته، وضمه حين بلغ التاسعة إلى مرسمه، فحظي فالنتين منذ نعومة أظفاره بتأهيل مهني راقٍ، وأخذ عن معلمه أصول الفن الواقعي وشهد ولادة العديد من أعمال أستاذه، فانكب على الدراسة بدأب وشغف كبيرين مما سمح له وهو فتى بتنفيذ دراسة لشخصية الأحدب الذي يتصدر لوحة ريبين الشهيرة «مسيرة الصليب».
انتسب سيروف عام 1880 إلى أكاديمية الفنون ببطرسبورغ، ودرس مدة خمس سنوات في مرسم تشيستيكوف المعروف بتمسكه بقواعد الواقعية على نحو صارم، فاكتسب الفنان المهارة في الرسم الأكاديمي، مما أغنى وسائله التعبيرية، فتضافر بذلك الرسم المتين مع الحس اللوني المرهف لتكتمل لغته ومفرداته الفنية وتصبح لاحقاً طيّعة وسلسة.
وتجدر الإشارة إلى أهمية الفائدة التي حصل عليها، نتيجة تردده المستمر إلى منتجع أبرامتسفو الواقع في ضواحي موسكو والذي كان ملتقى لكبار الفنانين، ففي هذا المكان تحديداً نفذ وهو في ريعان الشباب عملين متميزين جلبا لـه الشهرة الواسعة وهما «فتاة مع ثمار الدراق» 1877 (متحف تريتياكوف بموسكو)، و «فتاة تحت ضوء الشمس» 1888 (متحف تريتياكوف بموسكو). ويبدو للوهلة الأولى أن هذين العملين بسيطان، حيث جلست الفتاة الأولى خلف طاولة تغطيها ملاءة بيضاء انتثرت عليها دراقات عدة، ويغمر المكان أنوار يوم صيفي حار ينساب من نافذة خلفية، في حين أسندت الأخرى ظهرها إلى جذع شجرة زيزفون، وراحت تستمتع بضياء الشمس يتسلل عبر أوراق الشجر، وقد انعكست على صدرها الأبيض مجموعة وافرة من الألوان، استبعدت منها الألوان البنية الثقيلة واعتمدت على درجات لونية شفافة في تجسيم الشكل.
تتسم تجربة سيروف الإبداعية بالغنى والتعدد الكبيرين، فقد شملت الموضوعات التاريخية، مثل «بطرس الأول» 1907 (متحف تريتياكوف بموسكو) تميزت بنزعتها النصبية، والموضوعات البيئية المعيشة، والمناظر الطبيعية، والرسومات الإيضاحية لمؤلفات أدبية وشعرية مثل (ديوان ليرمونتوف) وتكوينات نصبية تزينية. كما عمل في مجال المسرح فصمم ديكورات لعروض أوبرالية من تأليف والده، إضافة إلى عمله في مجال الحفر وتقاناته المختلفة.
إلا أن الصور الشخصية تبقى الجانب الأبرز، فقد نفذ سلسلة كثيرة العدد تصور معاصريه من مختلف الشرائح الاجتماعية، ولاسيما رجالات الثقافة والفنون، فشكل له هذا هاجساً فنياً، ولعل السبب يعود إلى نشأته، فحاول في أعمال مثل «مكسيم غوركي» 1904 (متحف غوركي)، والمغني «شاليابين» (1905) (متحف تريتياكوف بموسكو)، والممثلة «ماريا يرمولوفا» (1905) (متحف تريتياكوف بموسكو) رصد الطاقة الروحية الخلاقة.

## المعرض

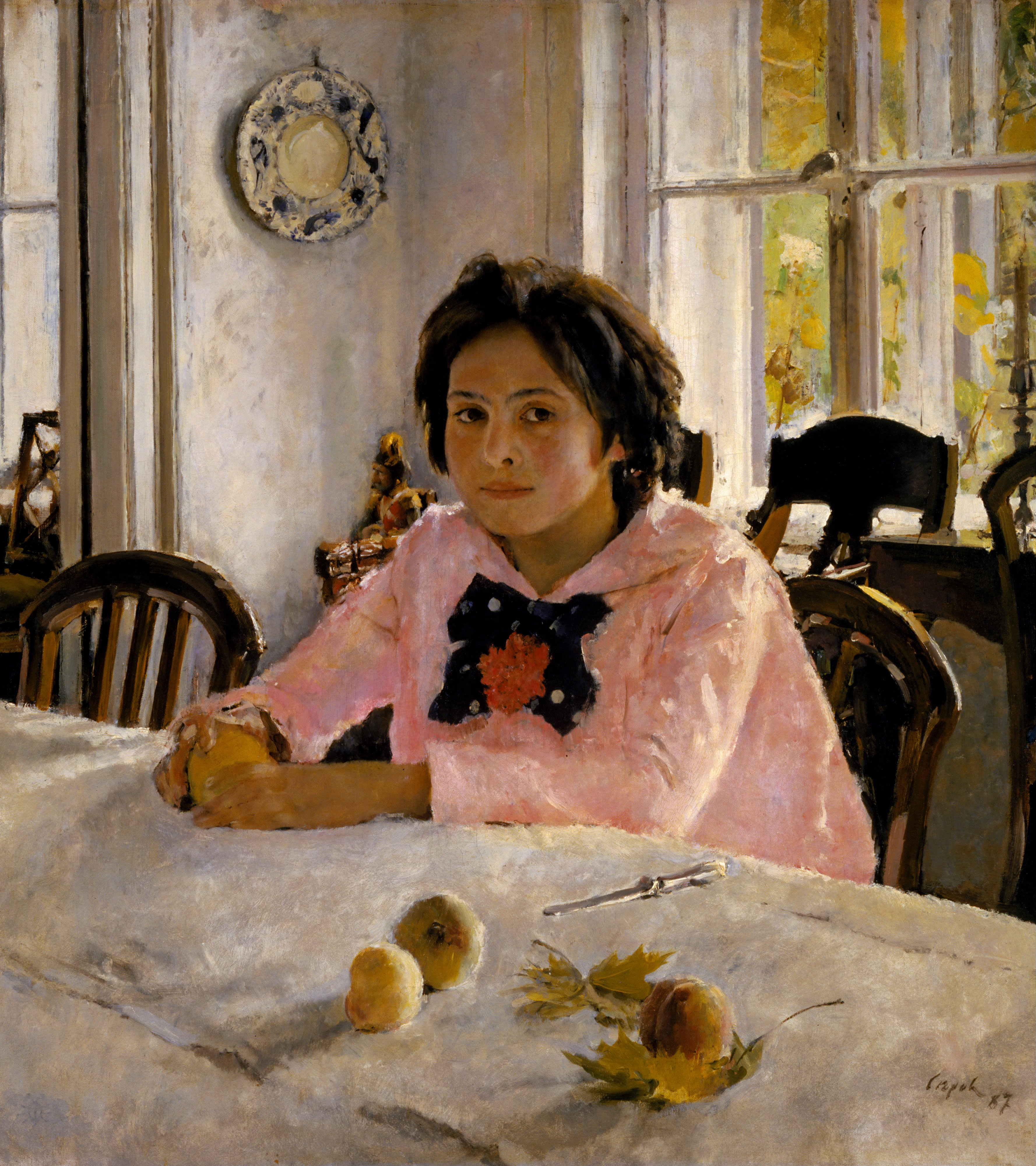
فتاة مع ثمار الدراق (1887)
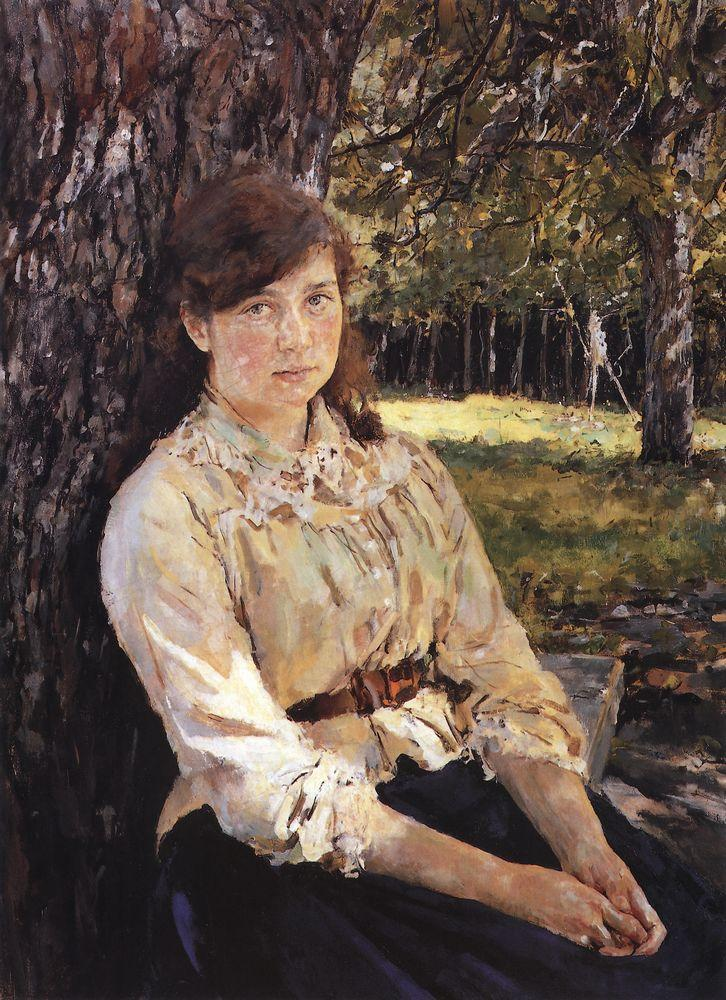
فتاة تحت ضوء الشمس
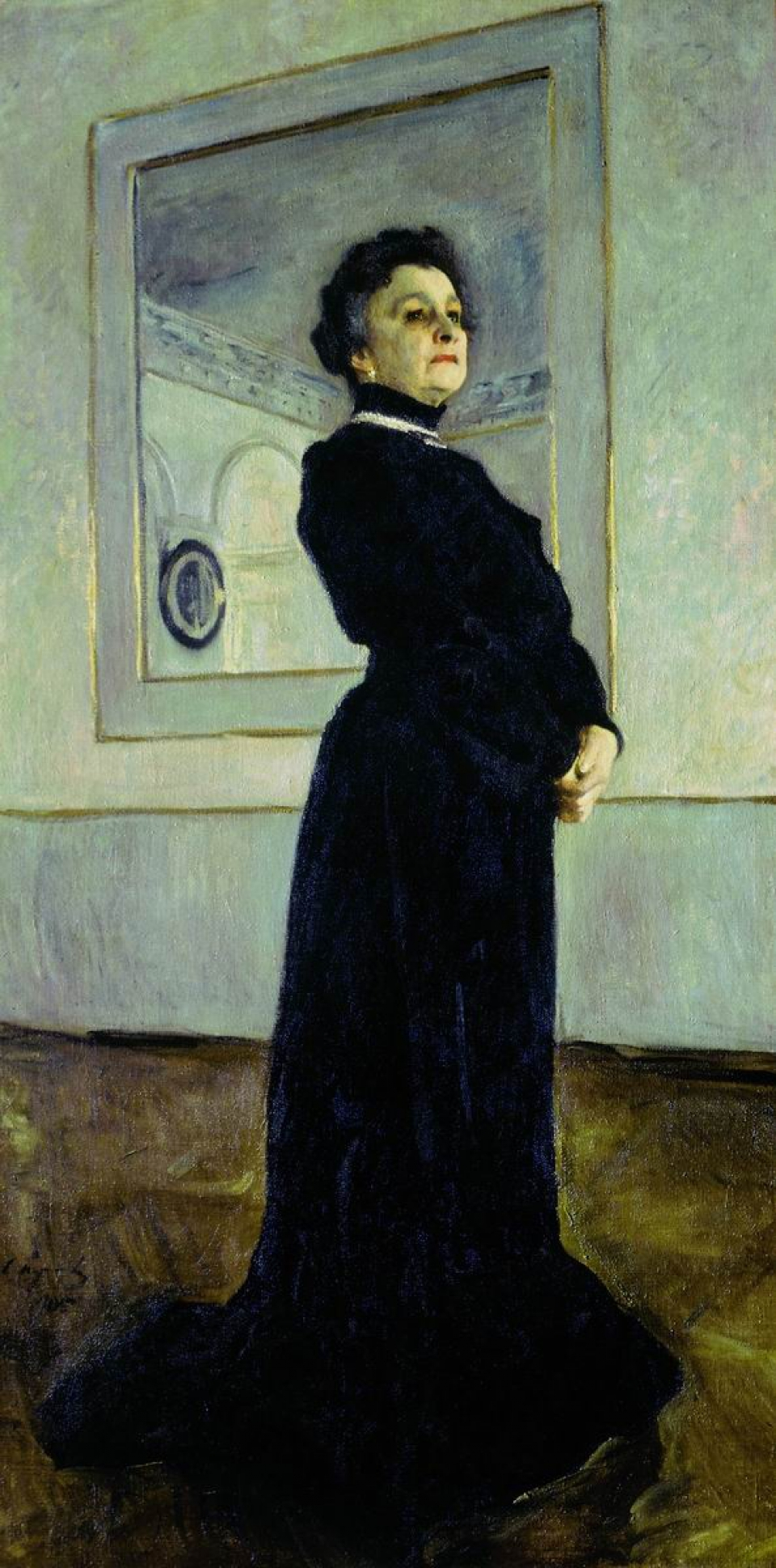
صورة ماريا يرمولوفا (1905)

## روابط خارجية
- فالينتين سيروف على موقع الموسوعة البريطانية (الإنجليزية)
- فالينتين سيروف على موقع ميوزك برينز (الإنجليزية)
- فالينتين سيروف على موقع ديسكوغز (الإنجليزية)